# Radepont
Radepont é uma comuna francesa na região administrativa da Normandia, no departamento de Eure. Estende-se por uma área de 15,68 km². Em 2010 a comuna tinha 659 habitantes (densidade: 42 hab./km²).